# Pojkarna
Pojkarna è un film del 2015 diretto da Alexandra-Therese Keining.